# Kemal Bourhani
Kemal Bourhani (ur. 13 września 1981 w Paryżu) – komoryjski piłkarz występujący na pozycji napastnika.

## Kariera klubowa
Swoją karierę rozpoczął w 1998 w rezerwach klubu En Avant Guingamp. W sezonie 2001/2002 został włączony do jego pierwszej drużyny, grającej w Ligue 1. W lidze tej zadebiutował 23 stycznia 2002 w zremisowanym 0:0 pojedynku z Lille OSC, a 11 stycznia 2003 w wygranym 3:1 spotkaniu z tym samym rywalem strzelił swoje dwa debiutanckie gole w Ligue 1. W sezonie 2003/2004 spadł z zespołem do Ligue 2.
W 2005 odszedł do ligowego rywala, zespołu FC Lorient, z którym w sezonie 2005/2006 awansował do Ligue 1. W 2008 przeszedł do drugoligowego Vannes OC, którego barwy reprezentował przez dwa sezony. Następnie został zawodnikiem trzecioligowego klubu AS Beauvais Oise, z którym w sezonie 2011/2012 spadł do czwartej ligi. We wrześniu 2012 odszedł z Beauvais, a jego kolejnym zespołem został czwartoligowy Entente SSG, gdzie grał w sezonie 2014/2015. Następnie nie występował już w żadnym klubie.
W Ligue 1 rozegrał 45 spotkań i zdobył cztery bramki.

## Kariera reprezentacyjna
W reprezentacji Komorów wystąpił jeden raz, 28 marca 2011 w przegranym 0:3 meczu kw. do PNA 2012 z Libią.